# Isernia (provincie)
De provincie Isernia vormt samen met Campobasso de kleine Zuid-Italiaanse regio Molise. Ze grenst in het noorden aan de Abruzzese provincies l'Aquila en Chieti. Ten westen van Isernia ligt de provincie Frosinone die tot de regio Lazio behoort. In het zuiden ligt Caserta, behorende tot Campania en ten slotte de grens in het oosten met de provincie Campobasso.

## Territorium
Het landschap van Isernia is overwegend heuvelachtig. Er zijn twee gebergten die zich wat meer verheffen: Monti della Meta (2241 m) en de Monti del Matese (2050 m). Door de ligging in het bergachtige binnenland heeft het een continentaal klimaat en kan het er 's winters erg koud zijn. 's Zomers zorgen juist de warmte en droogte voor veel problemen in de landbouw. Het gebied is zeer dunbevolkt en het wegennet is slecht ontwikkeld. De provincie is hierdoor slecht bereikbaar en in een isolement geraakt. De zone van Venafro, rijk aan olijfbomen, is het agrarische centrum van de provincie.

## Belangrijke plaatsen
- Isernia (20.884 inw.)
- Venafro (11.083 inw.)